# دانشگاه آیووا
دانشگاه آیووا (به انگلیسی: University of Iowa) یک دانشگاه تحقیقاتی دولتی در شهر آیووا سیتی واقع در ایالت آیووا آمریکا است که در سال ۱۸۴۷ میلادی تأسیس شده‌است. این دانشگاه عضو انجمن دانشگاه‌های آمریکایی و آیوی لیگ عمومی می‌باشد.

## دانشکده‌های دانشگاه

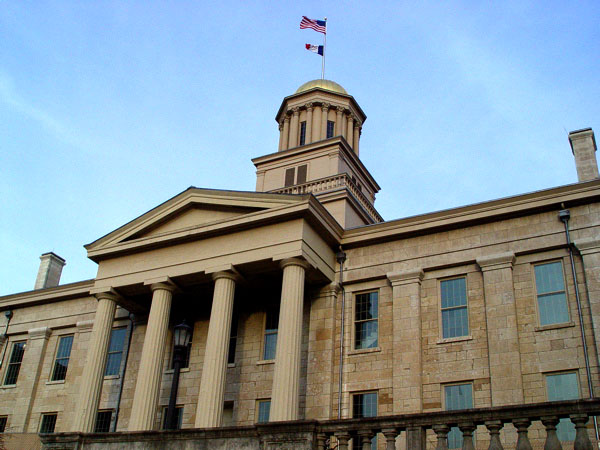

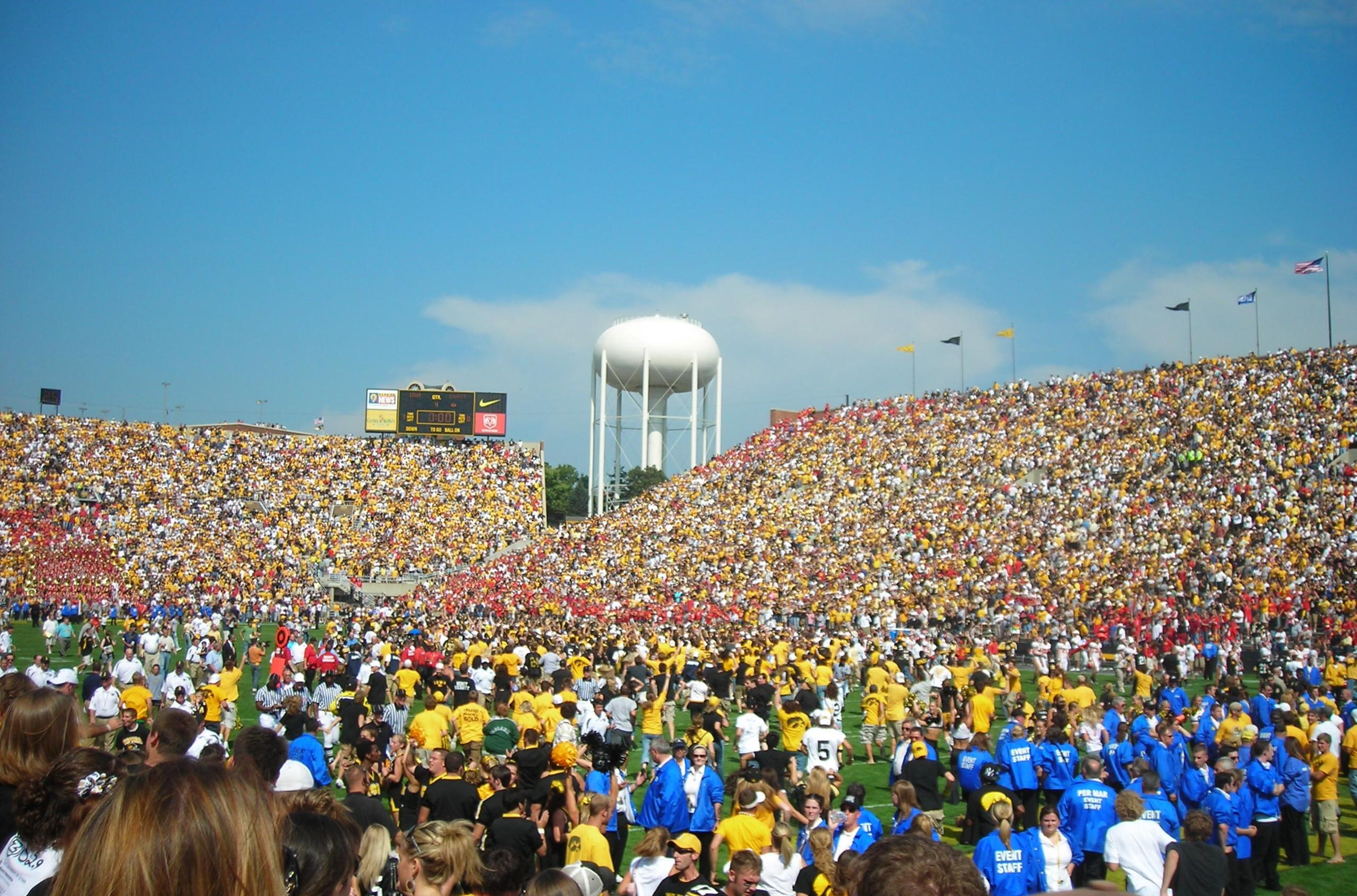
نمایی از ورزشگاه کینیک دانشگاه

- دانشکده هنر و علوم
- دانشکده مهندسی
- دانشکده داروسازی
- دانشکده حقوق
- دانشکده پرستاری
- دانشکده حقوق
- دانشکده دندانپزشکی
- دانشکده بهداشت عمومی
- دانشکده پزشکی
- دانشکده کسب‌وکار
- دانشکده فارغ التحصیلان

## رتبه‌های دانشگاه آیووا
- بیست‌ونهمین دانشگاه عمومی در آمریکا سال ۲۰۱۰. [۲]
- هفتادویکمین دانشگاه در آمریکا، با برابری رتبه با دانشگاه ایندیانا، دانشگاه ایالتی میشیگان، دانشگاه کالیفرنیا سانتاکروز، دانشگاه ویرجینیا تک.[۳]
- بیمارستان و درمانگاه‌های دانشگاه در ۱۸ سال متوالی جزو یکی از بهترین بیمارستان‌های آمریکا شناخته شده.[۴]
- دومین دپارتمان شنوایی‌شناسی در آمریکا سال ۲۰۱۰.[۵]
- سومین دپارتمان روانشناسی اجتماعی در آمریکا سال ۲۰۱۰.[۵]
- چهارمین دپارتمان گوش و حلق و بینی در آمریکا سال ۲۰۱۰.[۵]
- پنجمین دپارتمان فیزیوتراپی در آمریکا سال ۲۰۱۰.[۵]
- ششمین دپارتمان چشم پزشکی و علوم تجسمی در آمریکا سال ۲۰۱۰.[۵]
- نهمین دپارتمان روانشناسی بالینی در آمریکا سال ۲۰۱۰.[۵]
- نهمین دپارتمان استخوان‌پزشکی در آمریکا سال ۲۰۱۰.[۵]
- دوازدهمین دانشکده پرستاری در آمریکا سال ۲۰۱۰.[۵]
- شانزدهمین دپارتمان مهندسی محیط زیست در آمریکا سال ۲۰۱۰.[۵]
- شانزدهمین دپارتمان داروسازی در آمریکا سال ۲۰۱۰.[۵]
- نوزدهمین دپارتمان میزراه‌پزشکی در آمریکا سال ۲۰۱۰.[۵]
- بیستمین دپارتمان پزشکی داخلی در آمریکا سال ۲۰۱۰.[۵]
- بیست‌ویکمین دپارتمان عصب‌شناسی و جراحی مغز و اعصاب در آمریکا سال ۲۰۱۰.[۵]
- بیست‌ودومین دپارتمان علوم سرطان در آمریکا سال ۲۰۱۰.[۵]
- بیست‌وششمین دانشکده حقوق در آمریکا سال ۲۰۱۰.[۶]
- بیست‌ونهمین دپارتمان زبان انگلیسی در آمریکا سال ۲۰۱۰.[۵]
- بیست‌ونهمین دپارتمان روان‌شناسی در آمریکا سال ۲۰۱۰.[۵]
- سی‌ویکمین دانشکده علوم آموزش در آمریکا سال ۲۰۱۰.[۵]
- سی‌وسومین دپارتمان علوم سیاسی در آمریکا سال ۲۰۱۰.[۵]
- سی‌وسومین دپارتمان آمار در آمریکا سال ۲۰۱۰.[۵]
- سی‌وچهارمین دپارتمان اقتصاد در آمریکا سال ۲۰۱۰.[۵]
- سی‌وپنجمین دپارتمان مهندسی صنایع در آمریکا سال ۲۰۱۰.[۵]
- سی‌ونهمین مهندسی عمران در آمریکا سال ۲۰۱۰.[۵]
- چهل‌ودومین دپارتمان ام‌بی‌ای در آمریکا سال ۲۰۱۰.[۵]
- چهل‌وهفتمین دپارتمان مهندسی پزشکی در آمریکا سال ۲۰۱۰.[۵]
- کتابخانه حقوق دانشگاه دارای رتبه اول در کل کشور.[۷]

## مدیران دانشگاه

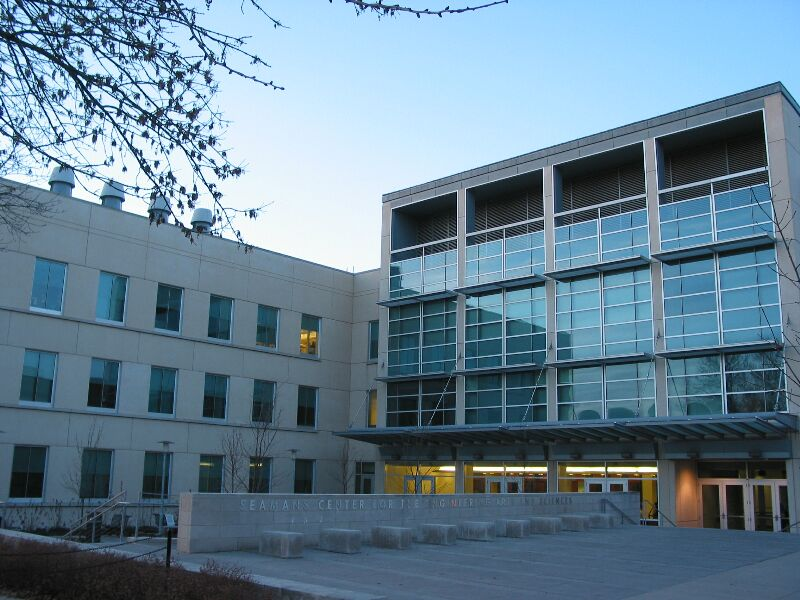
مرکز سیمانز برای علوم و هنرهای مهندسی دانشگاه

- آموس دین (۱۸۵۵-۱۸۵۹)
- سیلاس تاتن (۱۸۵۹-۱۸۶۲)
- اولیور اسپنسر (۱۸۶۲-۱۸۶۷)
- جیمز بلک (۱۸۶۸-۱۸۷۰)
- جورج تاکر (۱۸۷۱-۱۸۷۷)
- جوشا پیکارد (۱۸۷۸-۱۸۸۷)
- چارلز اسکیفر (۱۸۸۷-۱۸۹۸)
- جرج مکلین (۱۸۹۹-۱۹۱۱)
- جان بومن (۱۹۱۱-۱۹۱۴)
- توماس مک بریدل (۱۹۱۴-۱۹۱۶)
- والتر جساپ (۱۹۱۶-۱۹۳۴)
- ایگن گلمور (۱۹۳۴-۱۹۴۰)
- ویرجیل هنچر (۱۹۴۰-۱۹۶۴)
- هوورد بوون (۱۹۶۴-۱۹۶۹)
- ویلار بوید (۱۹۶۹-۱۹۸۱)
- جیمز.او.فیدمن (۱۹۸۲-۱۹۸۷)
- هانتر.آر.رولینگ ۳(۱۹۸۸-۱۹۹۵)
- مری سو کلمن (۱۹۹۵-۲۰۰۲)
- دیوید اسکورتون (۲۰۰۳-۲۰۰۶)
- سالی میسن (۲۰۰۷-)

## نگارخانه

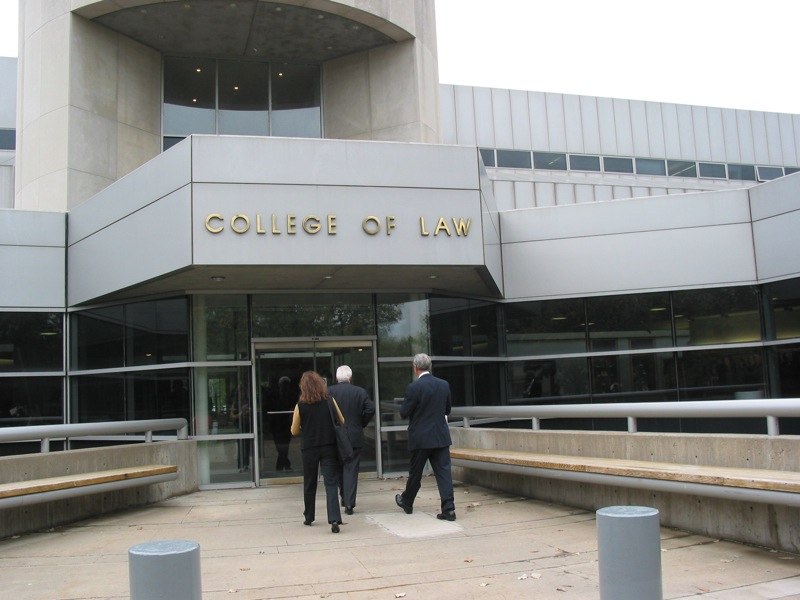
دانشکده حقوق دانشگاه آیووا
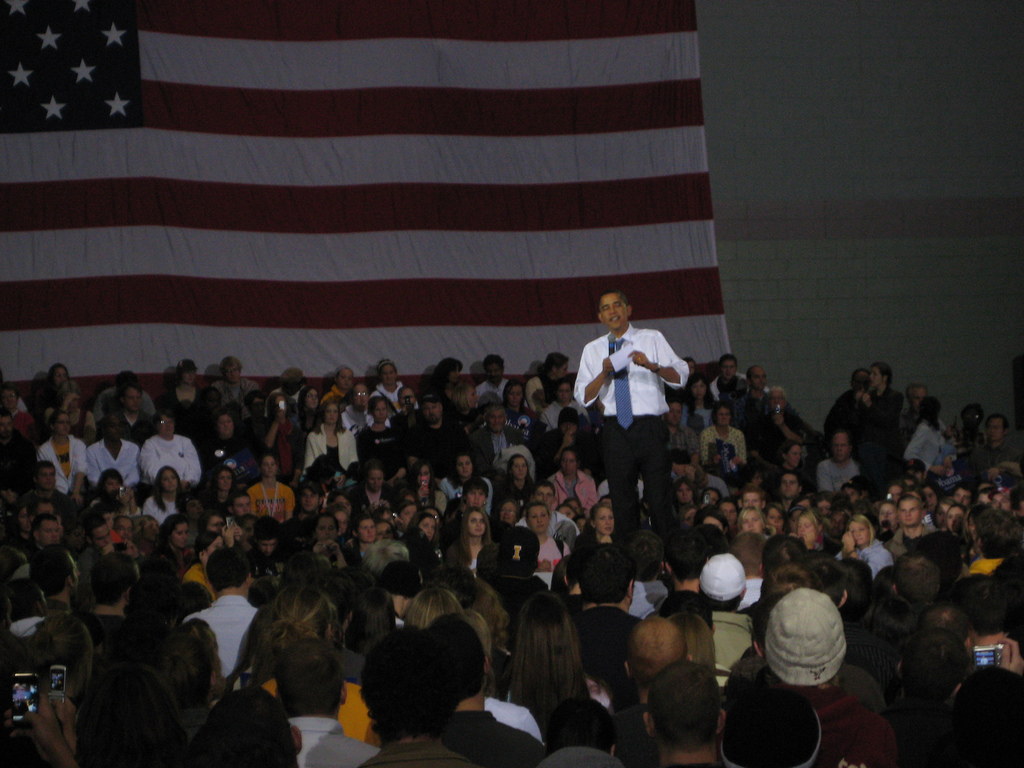
سناتور اوباما در دانشگاه آیووا
نمایی از عمارت پارلمانی ایالتی قدیمی آیوا
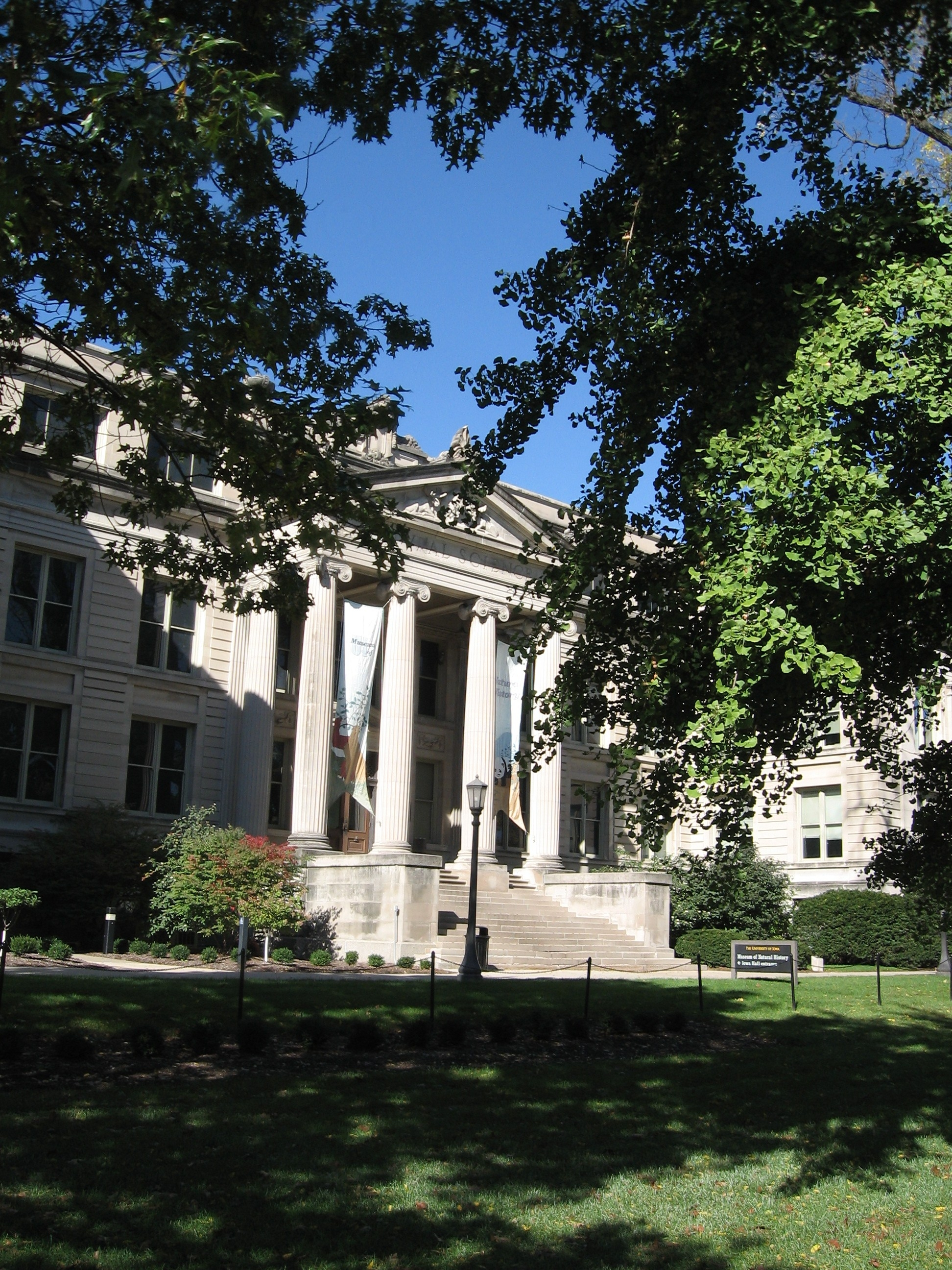
نمایی از موزه تاریخ طبیعی